# Ярулайтис, Викентий Петрович
Викентий Петрович Ярулайтис (лит. Vincentas Jarulaitis, 13 марта 1859 — 25 ноября 1939, похоронен на кладбище в Аукштелкае) — ксёндз, депутат Государственной думы I созыва от Ковенской губернии.

## Биография
Литовец по национальности, католик по вероисповеданию. Родился в семье крестьян деревни Райзги Шавельского уезда Ковенской губернии — Петраса Ярулайтиса и его жены Магдалены урождённой Петраискайте.
Окончил Шавельскую гимназию, а в 1880 — Тельшевскую римско-католическую духовную семинарию. В 1882 году рукоположён в священники римско-католической церкви. Был викарием в Юрбаркасе, Йонишкисе, Шяуляе. С 1890 года священник в Сидабравасе, с 1893 — в Куляе. С 1900 — декан Ретовского римско-католического деканатства в Плунге. Основатель Общества святого Казимира для издания литовских книг религиозного содержания. Просветитель литовского народа.
В 1905—1906 годах — член Литовской национально-демократической партии. Сторонник равноправия всех национальностей и отмены исключительного законодательства. Подвергался преследованиям полиции и административным взысканиям.
26 марта 1906 избран в Государственную думу I созыва от общего состава выборщиков Ковенского губернского избирательного собрания. Стал членом группы Западных окраин (Литовской группы в её составе). Поставил свою подпись под законопроектом «О гражданском равенстве», заявлением об образовании Комиссии по расследованию незакономерных действий должностных лиц.
В 1909 году усилиями отца Винсентаса основана компания «Artojo» (Пахарь), которая вскоре превратилась в тайный банк, для сбора капиталов для выкурпа усадеб. Компании в течение нескольких лет удалось увеличить свой капитал и купить 7 поместьев с более чем 5 тысячами гектарами земли.
В 1910—1916 годах — священник в Векшняе, хозяйкой его дома была его родная сестра Эльжбета Кимантайне (мать писательницы Софии Кимантайте-Чюрлёнене, жены М. Чюрлёниса).
Живя в Векшняе Ярулайтис отошёл от непосредственной политической деятельности, но поддерживал тесные связи со многими знакомыми общественными деятелями, будущими разработчиками литовской независимости.
В феврале 1916 года, кайзеровские оккупационные войска депортировали священника Ярулайтиса в Германию, откуда он вернулся через полутора года. С конца 1917 года был ксёндзом новой церкви Жагаре, с 1920 по 1928 год — в Папиле. Позже он поселился в Аукштелкае.
С 17 марта 1934 он был избран в совет Шяуляйского краеведческого общества вместе с П. Бугаилишкисом (P. Bugailiškis), Я. Сондецкисом (J. Sondeckis), С. Брашишкисом (S. Brašiškis) и другими интеллектуалами того времени, основателями Шяуляйского музея.